# Craig Levein
Craig William Levein (Dunfermline, 1964. október 22. –) skót válogatott labdarúgó, hátvéd és edző. 

## Pályafutása

### Klubcsapatban
1981 és 1983 között a Cowdenbeath játékosa volt. 1983-tól 1997-ig a Hearts csapatában játszott, melynek színeiben több mint 300 mérkőzésen lépett pályára. 

### A válogatottban
1990 és 1994 között 16 alkalommal szerepelt a skót válogatottban. 1990. március 28-án egy Argentína elleni 1–0-ás győzelem alkalmával mutatkozott be. Részt vett az 1990-es világbajnokságon, ahol a Svédország elleni csoportmérkőzésen kezdőként lépett pályára. A Costa Rica és a Brazília elleni találkozón nem kapott lehetőséget.

### Edzőként
1997-ben a Cowdenbeath együttesénél kezdte az edzősködést. 2000 és 2004 között a Hearts vezetőedzője volt. 2004 és 2006 között Angliában a Leicester City szakmai munkájáért felelt. 2006-ban rövid ideig a Raith Rovers csapatánál dolgozott, majd a Dundee United csapatánál vállalt munkát, mellyel bejutott a skót ligakupa döntőjébe 2008-ban.g 2009-ben kinevezték a skót válogatott szövetségi kapitányának. Nem sikerült a válogatottat kijuttatnia a 2012-es Európa-bajnokságra, ennek ellenére a 2014-es világbajnokság selejtezőit is vele kezdték, azonban négy mérkőzésen mindössze 2 pontot szereztek és 2012. november 5-én távozott a posztjáról Levein. 2017 és 2019 között második alkalommal volt a Hearts vezetőedzője.

## Sikerei, díjai

### Játékosként
Hearts FC
- Skót kupadöntős (1): 1985–86

### Edzőként
Dundee United
- Skót ligakupa döntős (1): 2007–08

Hearts FC
- Skót kupadöntős (1): 2018–19